# Sainte-Geneviève, Manche

Sainte-Geneviève este o comună în departamentul Manche, Franța. În 1 ianuarie 2022 avea o populație de 309 de locuitori.